# کنعان قلی‌اف
کنعان قلی‌اف (انگلیسی: Kanan Guluyev؛ زادهٔ) کشتی‌گیر اهل جمهوری آذربایجان است.